# Parornix impressipenella
Parornix impressipenella là một loài bướm đêm thuộc họ Gracillariidae. Nó được tìm thấy ở México.